# 加担
| ウィキペディアには「加担」という見出しの百科事典記事はありません（タイトルに「加担」を含むページの一覧/「加担」で始まるページの一覧）。 代わりにウィクショナリーのページ「加担」が役に立つかもしれません。 |